# MTV Video Music Award de la meilleure vidéo R'n'B
Cet award décore la meilleure vidéo de R'n'B de l'année.
Voici la liste des gagnants dans cette catégorie aux MTV VMA's depuis 1984.
| Année | Artiste                                               | Video                |
| ----- | ----------------------------------------------------- | -------------------- |
| 1993  | En Vogue                                              | Free Your Mind       |
| 1994  | Salt-N-Pepa featuring En Vogue                        | Whatta Man           |
| 1995  | TLC                                                   | Waterfalls           |
| 1996  | Fugees                                                | Killing Me Softly    |
| 1997  | Puff Daddy & The Family featuring Faith Evans and 112 | I'll Be Missing You  |
| 1998  | Wyclef Jean featuring Refugee Allstars                | Gone Till November   |
| 1999  | Lauryn Hill                                           | Doo Wop (That Thing) |
| 2000  | Destiny's Child                                       | Say My Name          |
| 2001  | Destiny's Child                                       | Survivor             |
| 2002  | Mary J. Blige                                         | No More Drama        |
| 2003  | Beyoncé feat. Jay-Z                                   | Crazy in Love        |
| 2004  | Alicia Keys                                           | If I Ain't Got You   |
| 2005  | Alicia Keys                                           | Karma                |
| 2006  | Beyoncé featuring Slim Thug & Bun B                   | Check On It          |